# Giełda w Gdańsku

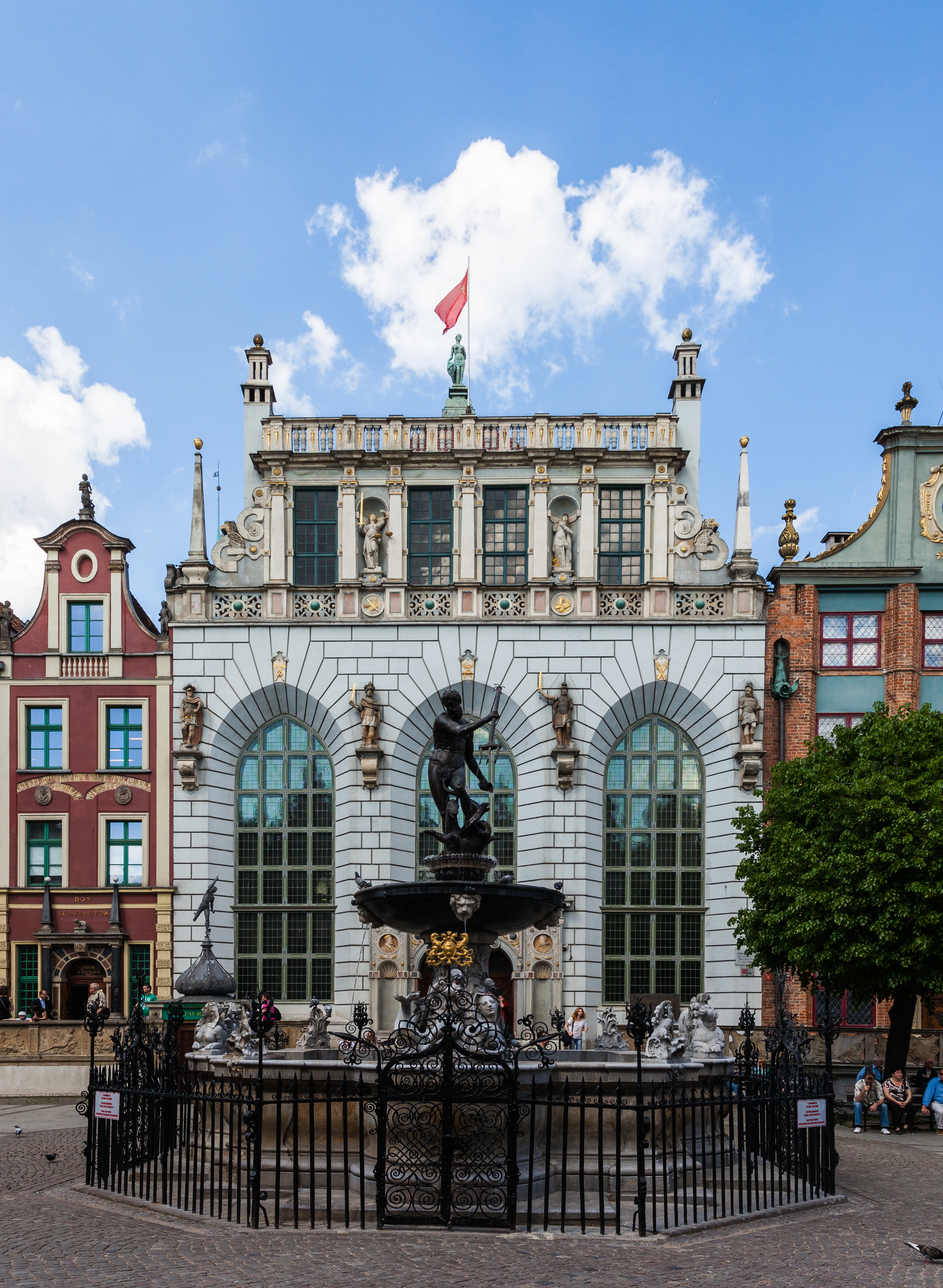
Pierwsza siedziba Giełdy w gdańskim Dworze Artusa (1742-)

Giełda w Gdańsku, Giełda Gdańska (Börse Danzig) – instytucja giełdowa działająca w Gdańsku od 1742, w Wolnym Mieście Gdańsku od 1921.

## Historia

### Giełda towarowa
Za jedną ze średniowiecznych form przedgiełdowych uznaje się tradycję organizowania Jarmarku Dominikańskiego w Gdańsku (1262). Około 1379 odnotowano fakt zaistnienia tamże giełdy wekslowej.  
Kupcy gdańscy od XVI wieku prowadzili handel, głównie drewnem (giełda drzewna) i zbożem, na Długim Targu przed gdańskim Dworem Artusa. Dwukrotnie planowano budowę zadaszonej giełdy w 1596 i 1676, co nie zostało zrealizowane. 31 października 1742 Rada Miejska zatwierdziła wniosek 88 firm o utworzenie giełdy w Dworze Artusa. Aż do pierwszej wojny światowej (do 1914) i kilka lat po niej (1919-1920), była to giełda towarowa. Handlowano głównie zbożem, paszą dla zwierząt, roślinami strączkowymi, drewnem i cukrem. Poszczególne źródła mówią też o transakcjach wekslowych i walutowych.
W 1822 królewskim patentem założona została korporacja kupiecka (Korporation der Kaufmannschaft), późniejsza Izba Handlowa w Gdańsku (Handelskammer Danzig). Jej zadaniem było między innymi wydawanie regulacji giełdowych oraz sprawowanie nadzoru giełdowego.

### Giełda kapitałowa
Wraz z utworzeniem przez zwycięskie mocarstwa I wojny światowej Wolnego Miasta Gdańska nastąpiły ograniczenia w przepływie kapitału z Gdańskiem. W rezultacie zarówno potrzeba obrotu walutami, w tym guldenami gdańskimi (Danzig Gulden), oraz papierami wartościowymi, m.in. akcjami Danziger Privat-Actien-Bank, były powodem powołania w 1921 nowej bardziej wyspecjalizowanej instytucji giełdowej - Gdańskiej Giełdy Papierów Wartościowych i Dewiz (Danziger Effekten- und Devisenbörse). Funkcjonowała w strukturze Izby Handlowej w Gdańsku (Handelskammer zu Danzig). Dominowały na niej banki niemieckie i gdańskie. Było też obecnych 7 banków polskich (wraz z Polską Kasą Rządową). Giełdę zamknięto w 1935 w wyniku wprowadzenia przez Senat WMG restrykcyjnej polityki dewizowej. Jej ograniczone funkcje jak np. ustanawianie kursów walut, przejął Bank Gdański (Bank von Danzig).
Funkcjonowały też dwie giełdy towarowe - jedna prowadzona przez Związek Gdańskich Hurtowni Zbożowych i Towarowych zw.zarejestr. (Verein Danziger Getreide - und Warengrosshändler E. V.) (1921), oraz Giełda Włókiennicza (po 1921).

## Siedziba
O ile Giełda w Gdańsku prowadziła swoją działalność w Dworze Artusa (1742-1914 oraz 1919-1920), to Gdańska Giełda Papierów Wartościowych i Dewiz mieściła się przy Hundegasse 10 (ob. ul. Ogarna) (-1935).